# Tiberias
Tiberias (magyarosan: Tibériás, modern héberül: טְבֶרְיָה Tverya, Tiveria; arabul: طبرية Tabarīya) település Izraelben, a Kineret-tó nyugati partján. Egyike a judaizmus négy szent városának.

## Földrajz
Tiberias a Galileai-tenger dombos partvidékén fekszik, -200–200 méteres magasságon. 

### Éghajlat
A város éghajlata mediterrán és félsivatagi. Az éves csapadékmennyiség 400 mm körüli. A nyár jellemzően forró, a tél igen enyhe.
| Hónap                                           | Jan. | Feb. | Már. | Ápr. | Máj. | Jún. | Júl. | Aug. | Szep. | Okt. | Nov. | Dec. | Év   |
| ----------------------------------------------- | ---- | ---- | ---- | ---- | ---- | ---- | ---- | ---- | ----- | ---- | ---- | ---- | ---- |
| Átlagos max. hőmérséklet (°C)                   | 18,1 | 19,3 | 23,1 | 27,8 | 33,2 | 36,5 | 38,0 | 38,0 | 35,9  | 31,6 | 25,7 | 20,0 | 29,0 |
| Átlagos min. hőmérséklet (°C)                   | 10,4 | 10,1 | 12,0 | 15,1 | 19,1 | 22,5 | 25,0 | 25,2 | 23,3  | 20,8 | 16,3 | 12,1 | 17,7 |
| Átl. csapadékmennyiség (mm)                     | 107  | 90   | 56   | 18   | 4    | 0    | 0    | 0    | 1     | 17   | 52   | 93   | 437  |
| Forrás: WMO (World Weather Information Service) |      |      |      |      |      |      |      |      |       |      |      |      |      |

## Népesség

### Népességének változása
| Lakosok száma | 5555 | 17 500 | 23 400 | 24 200 | 28 300 | 30 800 | 35 746 | 39 800 | 41 700 | 44 200 |
|               | 1948 | 1956   | 1964   | 1971   | 1979   | 1987   | 1995   | 2002   | 2010   | 2018   |

## Története
A várost Heródes Antipász, Galilea és Perea negyedes fejedelme alapította 20 körül Tiberius római császár tiszteletére. A legenda szerint a város a bibliai Rakkat zsidó település romjaira épült. A település alapítását követően Galilea fővárosaként hamarosan olyan fontos várossá nőtte ki magát, hogy a Galileai-tengert is Tiberias-tóként kezdték emlegetni. A város szervezete kezdetben hellenisztikus volt.

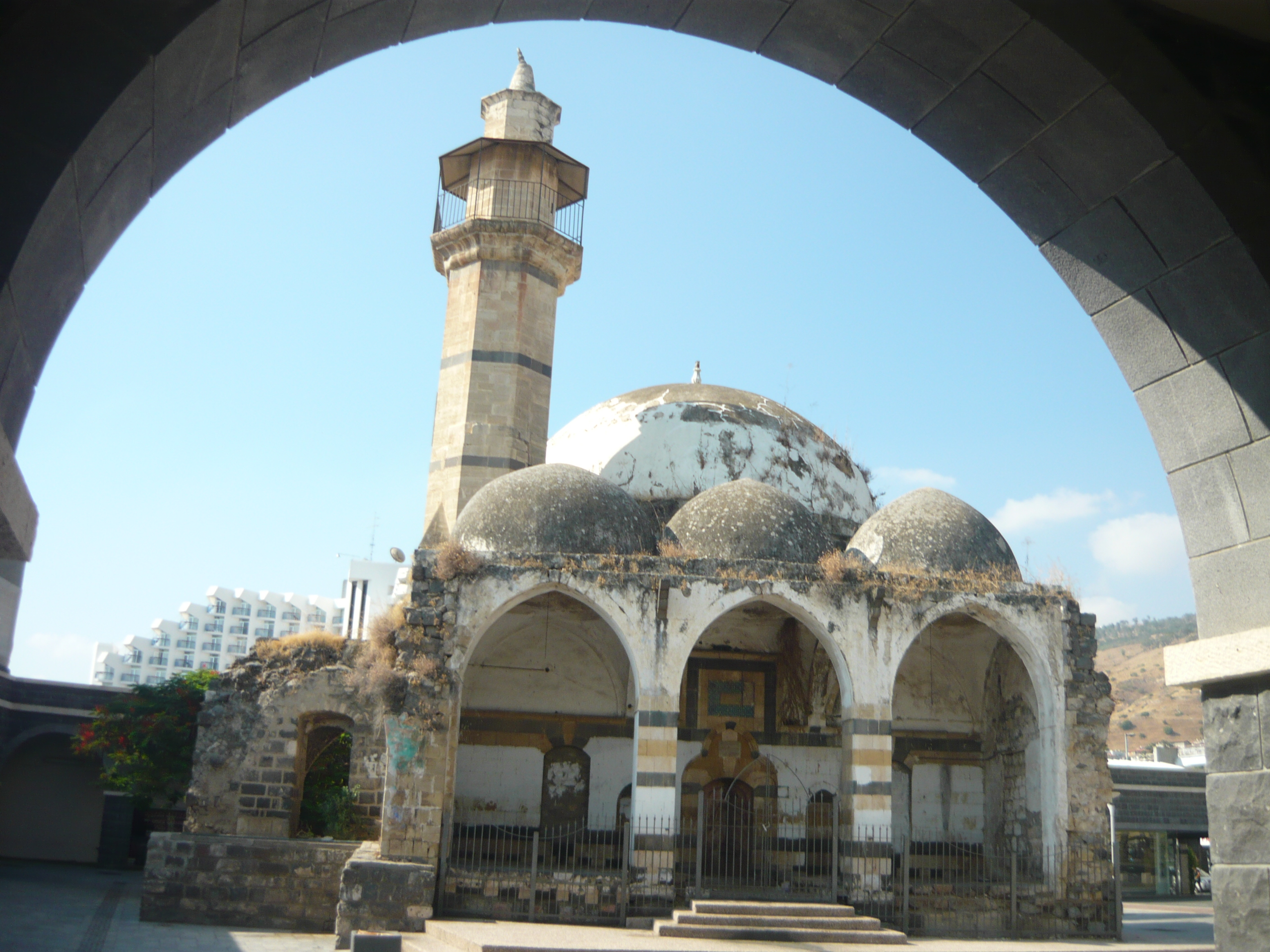
Zidani mecset

A II-III. századtól a zsidóság szellemi központja lett: itt szerkesztették a Misnát, a jeruzsálemi Talmudot és itt készült a maszoréta szöveg. Később bizánci és arab fennhatóság alá került. 1099-ben a keresztesek kezére jutott, a Galileai Fejedelemség központjaként működött, míg Szaladin szultán 1187-ben el nem foglalta. A 13. század közepétől a 16. század elejéig a város mamlúk, majd 1516-tól a 20. századig török uralom alatt állt.
Tiberias Izrael állam létrejötte óta többségében zsidók lakta város.

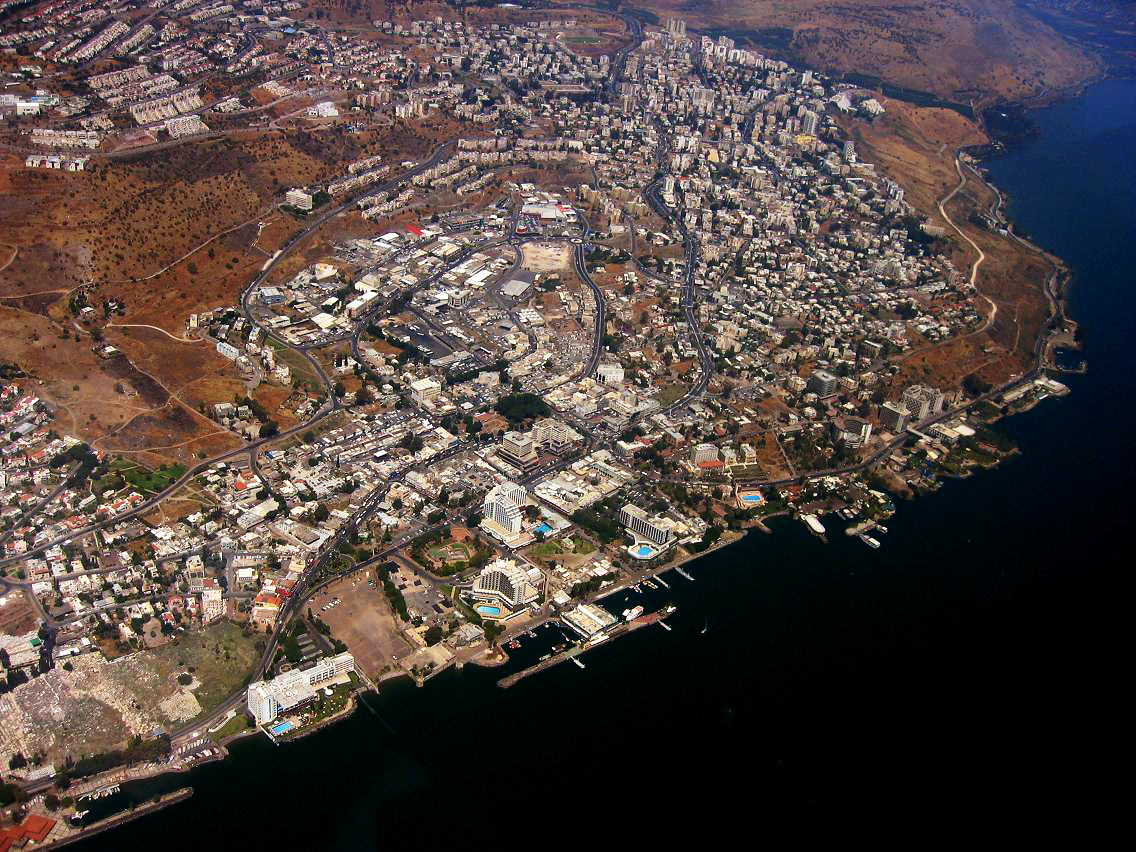
A város a levegőből

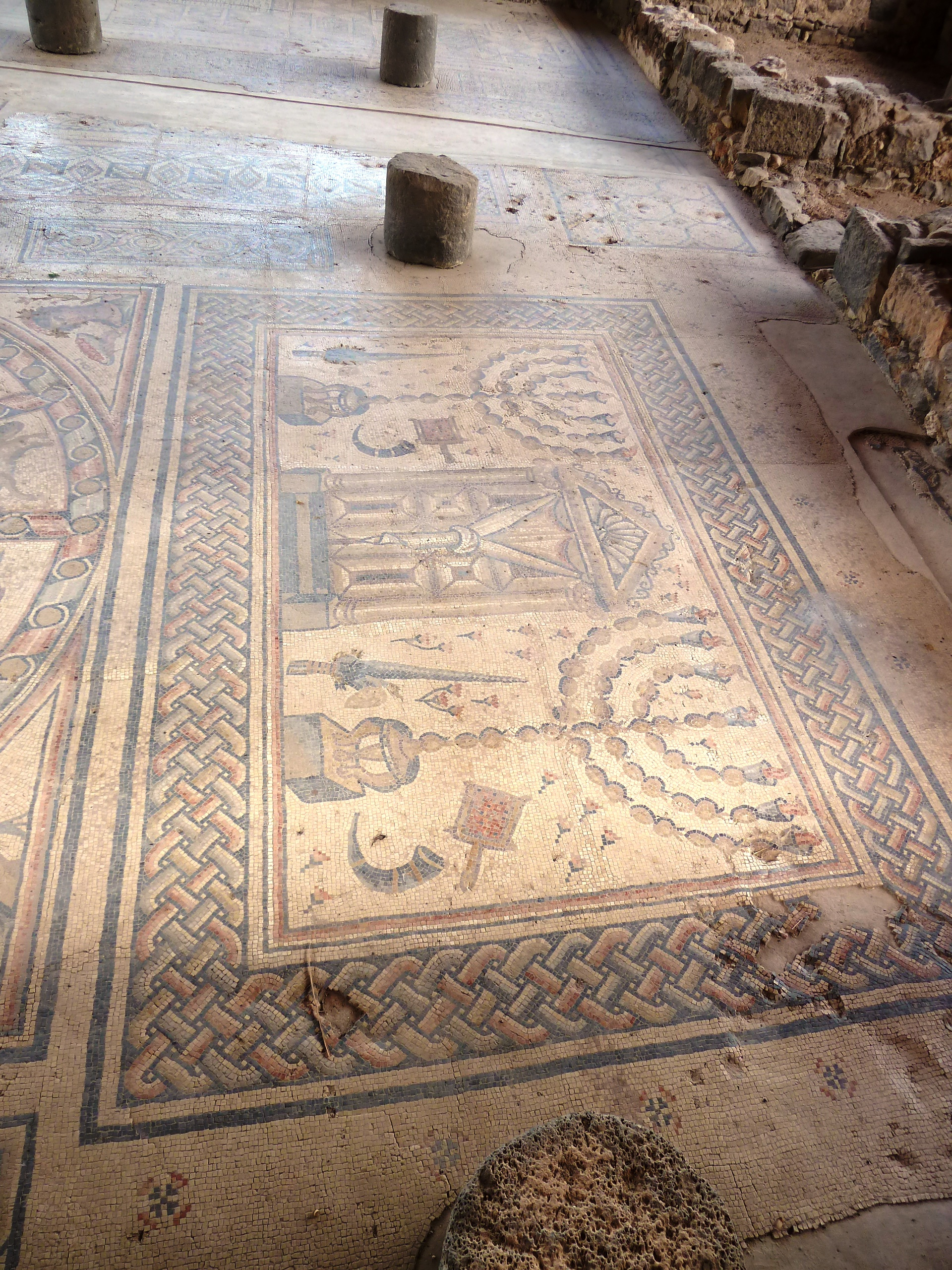
Ókori mozaik

## Látnivalók
A városban található Méír Káháná rabbi sírja.

## Külső hivatkozások
- Tiberias város hivatalos weboldala Archiválva 2011. július 15-i dátummal a Wayback Machine-ben